# Hipoteza glutaminianowa schizofrenii
Hipoteza glutaminianowa schizofrenii – teoria tłumacząca objawy schizofrenii nieprawidłowym neuroprzekaźnictwem glutaminianergicznym w mózgu. Dla patofizjologii schizofrenii mają szczególne znaczenie szlaki glutaminianergiczne korowo-pniowy, korowo-prążkowiowe wzgórzowo-korowe, korowo-wzgórzowe i korowo-korowe. Hipoteza zakłada niedostateczne funkcjonowanie receptorów NMDA w każdym z tych szlaków i przedstawia potencjalne mechanizmy powstawania objawów pozytywnych, negatywnych, poznawczych i afektywnych schizofrenii. Potwierdzają ją obserwacje kliniczne psychoz po antagonistach receptora NMDA, a także związek niektórych genów podatności na schizofrenię z układem glutaminanergicznym. W trakcie badań są leki wpływające na układ glutaminanergiczny. Hipoteza glutaminianowa nie wyklucza hipotezy dopaminowej, obie teorie uzupełniają się.
Do hipotezy glutaminianowej doprowadziły obserwacje stanów psychotycznych przypominających schizofrenię u zdrowych osób które przyjęły fencyklidynę (PCP), antagonistę receptorów NMDA. Podobne objawy wywołują dizocylpina i ketamina, które również są antagonistami NMDA. W przeciwieństwie do psychoz indukowanych agonistami receptorów dopaminergicznych, psychozy po fencyklidynie i innych antagonistach NMDA charakteryzują się zarówno pozytywnymi, jak i negatywnymi objawami. Uważa się, że PCP i ketamina wiążą receptory NMDA na neuronach GABA-ergicznych we wzgórzu, podstawnym kresomózgowiu i hipokampie. U zdrowych osób funkcją szlaku glutaminianergicznego korowo-pniowego jest hamowanie aktywności dopaminergicznej mezolimbicznego szlaku dopaminergicznego. Zablokowanie receptorów NMDA w tym szlaku przez PCP lub potencjalne niedostateczne działanie receptorów NMDA u osób ze schizofrenią prowadziłoby do nadmiernej aktywności dopaminergicznej szlaku mezolimbicznego, a w konsekwencji do objawów pozytywnych (wytwórczych).
Hipofunkcja receptorów NMDA w zstępujących szlakach korowo-pniowych może też, w bardziej pośredni sposób, przyczyniać się do objawów afektywnych i poznawczych. Uważa się, że w powstawaniu tych objawów kluczowy jest mezokortykalny szlak dopaminergiczny. W normalnych warunkach korowo-pniowe neurony glutaminianergiczne tonicznie pobudzają neurony dopaminergiczne w brzusznym polu nakrywki, wysyłające projekcje do kory przedczołowej (PFC). Niedostateczne działanie receptorów NMDA powoduje niedostateczną aktywność szlaku mezokortykalnego i objawy negatywne oraz poznawcze.
Nieprawidłowe funkcjonowanie szlaków korowo-prążkowiowych i wzgórzowo-korowych (tworzących dwie odnogi tzw. obwodu korowo-prążkowiowo-wzgórzowo-korowego, CSTC) może prowadzić do nieprawidłowego działania hipotetycznego mechanizmu, określanego jako sensoryczny filtr wzgórzowy. Gdy hamowanie wzgórzowe nie działa prawidłowo, do kory mózgowej dochodzi nadmierna informacja sensoryczna, co przeciąża i zakłóca jej pracę. Filtr wzgórzowy regulowany jest także przez szlak mezolimbiczny. Nadmierna aktywność dopaminergiczna osłabia działanie filtra. Szlak korowo-prążkowiowy kończy się na neuronach GABA-ergicznych prążkowia, wysyłających projekcje do wzgórza i hamujące jego aktywność. Niedostateczne działanie receptorów NMDA w szlaku korowo-prążkowiowym prowadzi do niewystarczającego pobudzenia neuronów GABA-ergicznych stanowiących filtr wzgórzowy, czego wynikiem jest nieskuteczne filtrowanie informacji sensorycznej. Gdy jednocześnie nadaktywny jest szlak mezolimbiczny, działanie filtra jest jeszcze bardziej osłabione, a nadmiar informacji dochodzącej do kory może spowodować objawy psychotyczne.
Glutaminianergiczne projekcje korowo-korowe i pętle korowo-korowe między różnymi obszarami kory przedczołowej pośredniczą w procesach przetwarzania informacji. Przy niedostatecznym działaniu receptorów NMDA proces przetwarzania informacji zachodzi nieprawidłowo i chaotycznie. Może to prowadzić np. do nadmiernej aktywacji pętli łączącej brzuszno-przyśrodkową korę przedczołową (VMPFC) z korę oczodołowo-czołową (OFC) oraz niedostatecznej aktywacji pętli łączącej grzbietowo-boczną korę przedczołową (DLPFC) i brzuszno-przyśrodkową korę przedczołową (VMPFC) i przyczyniać się do objawów schizofrenii.
W psychozie w przebiegu tocznia rumieniowatego i innych chorób autoimmunologicznych produkowane są przeciwciała przeciwko receptorom NMDA, co może tłumaczyć objawy psychotyczne. Opisano też paraneoplastyczne, autoimmunologiczne zapalenie mózgu spowodowane produkcją przeciwciał skierowanych przeciwko receptorom NMDA, klinicznie objawiające się psychozą.
Dodatkowym aspektem hipotezy jest domniemana nadmierna aktywność glutaminianergiczna we wczesnym stadium schizofrenii, mogąca prowadzić do ekscytotoksyczności i zakłócenia procesów neurorozwojowych. Badania z użyciem protonowej spektroskopii rezonansu magnetycznego (1H-MRS) wykazują zwiększony poziom metabolitów glutaminianu w korze czołowej u osób z wczesną schizofrenią, a nawet u osób z objawami prodromalnymi, co sugeruje aktywny proces neurotoksyczny i uszkodzenie neuronów przez glutaminian. Zbyt duży poziom glutaminianu powoduje nadmierną stymulację receptorów NMDA, zwiększony przepływ jonów wapnia do wnętrza neuronów i w konsekwencji śmierć komórek. Tłumaczyłoby to objawy poznawcze i negatywne już na wczesnych etapach choroby.
Poparciem hipotezy glutaminianergicznej są zidentyfikowane geny podatności na schizofrenię, z których część związana jest z synaptogenezą, funkcją receptora NMDA i neuroprzekaźnictwem w układzie glutaminianergicznym. Należą tu gen DAOA kodujący białko aktywatora oksydazy d-aminokwasów, gen dysbindyny regulującej aktywność pęcherzykowego transportera dla glutaminianu (vGluT), gen DISC1 kodujący białko wpływające na transport pęcherzyków synaptycznych w neuronach glutaminianergicznych. Na funkcjonowanie receptora NMDA wpływają dysbindyna, neuregulina i DISC-1. Rzadki polimorfizm genu GRIN3A kodującego podjednostkę receptora NMDA również jest związany ze schizofrenią.
Konsekwencją hipotezy są eksperymentalne strategie psychofarmakologiczne mające na celu poprawę przekaźnictwa glutaminianergicznego. Jako leki przeciwpsychotyczne badano, między innymi, agonisty glicyny (która jest niezbędna do pełnego działania receptora NMDA), w tym d-cykloserynę. Badano też inhibitory transporterów glicyny na komórkach glejowych GlyT1, agonisty presynaptycznych receptorów glutaminianowych mGluR2/3, na przykład LY-404,039, modulatory receptorów AMPA, agonisty i antagonisty receptorów sigma-1. Badana jest też skuteczność połączenia farmakoterapii neuroleptykami i memantyną. Memantyna jest niekompetycyjnym, nieselektywnym, napięciozależnym antagonistą receptorów NMDA. Łączy się z receptorem NMDA w innym miejscu niż PCP i nie wywołuje objawów psychotycznych. Uważa się, że redukuje nadmierną stymulację receptorów NMDA i może przywracać równowagę w układzie glutaminianergicznym. Badania kliniczne przyniosły jednak niejednoznaczne wyniki.
Hipotezę glutaminianową schizofrenii wysunęli Kim i wsp. w 1980 roku. Od tego czasu uległa znacznym modyfikacjom i uzupełnieniom.